# Jan Ruff O'Herne
Jeanne Alida O'Herne, dite Jan Ruff O’Herne, née le 18 janvier 1923 à Bandung (Indes orientales néerlandaises) et morte le 19 août 2019 à Adélaïde (Australie), est une militante des droits de l'homme néerlando-australienne, connue pour ses campagnes et ses discours contre les viols de guerre. 
Pendant la Seconde Guerre mondiale, elle a subi comme de nombreuses autres jeunes femmes l'esclavage sexuel de l’armée impériale japonaise. Cinquante ans après la fin de la guerre, elle a décidé de parler publiquement afin de demander des excuses officielles du gouvernement japonais et pour souligner la situation des autres femmes de réconfort.

## Biographie
Jan Ruff O'Herne est née le 18 janvier 1923 aux Indes néerlandaises, ancienne colonie de l’empire néerlandais située dans le sud-est de l'Asie. Pendant l’occupation japonaise des Indes néerlandaises, elle et des milliers de femmes néerlandaises ont été internées dans une caserne abandonnée à Ambarawa en Indonésie. Le  26 février 1944, elle et six jeunes femmes ont été prises par des officiers japonais dans une vieille maison coloniale hollandaise à Selarang, convertie en bordel militaire. Le premier jour, des photos des femmes furent prises et affichées à la zone de réception. Pendant les quatre mois suivants les femmes ont été violées et battues à plusieurs reprises. Peu avant la fin de la guerre, les femmes ont été déplacées dans un camp à Java ouest, où elles ont été réunies avec leurs familles. Les Japonais les ont averties que si elles racontaient à n’importe qui ce qui s'était passé, elles et leurs familles seraient tuées. En 1946, elle s’est mariée avec Tom Ruff, un ancien membre de l'armée britannique. Le couple a émigré en Australie en 1960.

### Activisme politique
Dans les décennies qui ont suivi la guerre, Jan Ruff O’Herne n'a pas parlé de son expérience, et ce jusqu'en 1992, année où trois femmes de réconfort coréennes ont exigé de la part du gouvernement japonais des excuses et une compensation. Inspirée par les actions de ces femmes, elle a décidé de parler à son tour. En 1994, elle a en effet publié un mémoire personnel, intitulé Cinquante ans de silence, qui décrit la lutte à laquelle elle a fait face en devant vivre en secret son passé de victime de viols de guerre. En septembre 2001, elle a reçu l’Ordre d'Orange-Nassau du gouvernement des Pays-Bas comme reconnaissance de son travail en tant que porte-parole sur le sort des femmes de réconfort.

### Audition au Congrès des États-Unis
Le 15 février 2007, Jan Ruff O'Herne est apparue devant la Chambre des représentants des États-Unis pendant une audition au Congrès sur le sujet de la protection des droits humains des femmes de réconfort :

« Beaucoup d'histoires ont été racontées sur les horreurs, brutalités, souffrances et famines des femmes hollandaises dans les camps de prisonniers japonais, mais une histoire n'a jamais été racontée, l’histoire la plus honteuse, commise par les Japonais pendant la Deuxième Guerre mondiale : l’histoire des femmes de réconfort, le " jugun ianfu ", et comment ces femmes ont été saisies de force contre leur volonté (sic), pour fournir des services sexuels pour l’Armée impériale japonaise (...) J’ai pardonné aux Japonais pour ce qu'ils m’ont fait, mais je ne pourrai jamais l’oublier. Pendant cinquante ans, les « femmes de réconfort » ont maintenu le silence ; elles ont vécu avec un terrible sentiment de honte de se sentir souillées et sales. Il a fallu 50 ans pour que les vies de ces femmes deviennent une question de droits humains. »

## Publications

### Livre
- (en) Fifty years of silence, Sydney : Éditions Tom Thompson, 1994.

### Essai et chapitre
- (en) Fifty years of silence : cry of the raped, in Helen Durham et Tracey Gurd (eds), Listening to the silences : women and war, Leiden : Martinus Nijhoff, p. 3–8, 2005.
- — Fifty years of silence : cry of the raped (PDF), International Humanitarian Law Magazine (2) : p. 6–7, 2014. Consulté le 18 septembre 2015, version abrégée de Ruff-O'Herne (2005).